# Cinderella Swings It
Pour plus de détails, voir Fiche technique et Distribution.
Cinderella Swings It est un film américain de 1943 réalisé par Christy Cabanne.

## Distribution
- Guy Kibbee : Scattergood Baines
- Gloria Warren : Betty Palmer
- Dick Hogan : Tommy Stewart
- Leonid Kinskey : Professor Vladimir Smitken
- Helen Parrish  S:ally Benson
- Billy Lenhart : Butch
- Kenneth Brown : Buddy
- Dink Trout : Pliny Picket
- Pierre Watkin : Brock Harris
- Lee "Lasses" White as Ed Potts
- Fern Emmett : Clara Potts
- Eddy Waller : Lem
- Kay Linaker : Mme. Dolores
- Grace Costello : Tap dancer
- Christine McIntyre : Secretary